# Friedrich Barenscheer
Friedrich Barenscheer (* 28. Februar 1892 in Taetendorf-Eppensen bei Barum; † 15. Mai 1979 in Celle) war ein deutscher Lehrer und  Archivar, Rektor, Heimatforscher und Sachbuch-Autor.

## Leben
Der in der Gründerzeit des Deutschen Kaiserreichs im späteren Landkreis Uelzen geborene Friedrich Barenscheer wirkte als Lehrer und Rektor einer Mittelschule mit Hauptwirkungsort in Steinförde bei Wietze.
Der Heimatforscher gab unter anderem den von 1969 bis 1974 erschienenen Heimatkalender für die Lüneburger Heide heraus und verfasste neben gebundenen Schriften auch zahlreiche Beiträge in Zeitungen und Zeitschriften.

## Schriften (Auswahl)
- Stammreihen der alteingesessenen Bauernsippen im Amt Winsen (Aller) (= Quellen zur bäuerlichen Hof- und Sippenforschung, Bd. 1), Bockenem am Harz: Schrader, 1936
- Siedlungskundliches aus der südlichen Lüneburger Heide (Landkreis Celle) / Friedrich Barenscheer (= Schriftenreihe // Niedersächsischer Heimatbund, Heft 20), Oldenburg: Stalling, 1939; Inhaltsverzeichnis
- Paul Alpers, Friedrich Barenscheer: Die Flurnamen des Kreises Celle (Stadt- und Landkreis), (= Schriften des Niedersächsischen Heimatbundes e.V.,  Neue Folge, Bd. 12) (= Veröffentlichung des Provinzial-Instituts für Landesplanung, Landes- und Volkskunde von Niedersachsen an der Universität Göttingen Reihe A, 2, Bd. 12), veröffentlicht mit Unterstützung der Wirtschaftswissenschaftlichen Gesellschaft zum Studium Niedersachsens e. V., Oldenburg in Oldenbur: Stalling; Hannover: Theodor Schulze’s Buchhandlung und Verlag, 1941; Inhaltsverzeichnis
  - Celler Flurnamenbuch. Die Flurnamen der Stadt und des Landkreises Celle, Celle: Schweiger & Pick, 1952
  - Neudruck der Ausgabe von 1952: Walluf, Nendeln: Sändig-Reprint, 1974, ISBN 978-3-500-29650-0 und ISBN 3-500-29650-5
- Heimatlesebogen. Lüneburger Heide / Bearbeitet von Friedrich Barenscheer / Oberstufe (= Schroedels Lesewerk für mittlere Schulen), Darmstadt; Hannover; Boppard: Schroedel Schulbuchverlag, 1951
- Friedrich Barenscheer (Bearb.): Grüne Reihe. Erdkunde und Heimatkunde / Heft 14: Die Lüneburger Heide und die Heidjer (= Schroedels bunte Lesereihe), Hannover; Darmstadt: Schroedel's Schulbuchverlag, 1952
- Chronik des Frachtfahrerdorfes Bröckel (= Schriftenreihe des Lönsbundes, Celle, Nr. 3), Bröckel: Gemeinde[verwaltung], 1963
- Friedrich Barenscheer, Theo Oppermann: Ludwig Heinrich Christoph Hölty und Mariensee (= Calenberger Blätter, Bd. 2), Wunstorf: Oppermann, 1963
- Alfred Keseberg, Friedrich Barenscheer et al.: Bleckmar. 866–1966. Geschichte eines Billunger Dorfes und Gutes, Festschrift der Gemeinde Bleckmar zu ihrer 1100-Jahrfeier (= Niedersächsische Heimatschriften, Bd. 2), Bleckmar: Gemeinde[verwaltung], 1966
- Taufengel in Niedersachsen (= Bomann-Archiv, Heft 9), Celle: [Bomann-Museum], 1972